# Gud kallar oss att pröva nya vägar
Gud kallar oss att pröva nya vägar är en psalm med text skriven 1989 av lan annat Ernesto B. Cardoso med musik från Brasilien. Texten översattes till svenska 1996 av Per Harling.

## Publicerad i
- Psalmer och Sånger 1987 som nummer 844 under rubriken "Tillsammans i världen".[1]